# 춘포면
춘포면(春浦面)은 대한민국의 전북특별자치도 익산시에 설치된 면이다.

## 개요
춘포면은 전주시, 김제시 등의 도시와 삼례읍에 인접한 외곽지대로 총면적의 76%를 농업에 의존하는 광활한 평야를 이루고 있다. 호남고속도로가 인근의 왕궁면을 남북으로 김제시와 논산시를 이어주고 삼례 IC가 완주군 삼례읍에 위치하고 있어 교통이 편리한 편이다. 현재 동쪽으로는 왕궁면, 삼례읍, 서쪽으로는 신흥동, 북쪽으로는 팔봉동, 남쪽으로는 강흥동·백구면과 경계를 이루고 있다.

면소재지는 춘포리이다.

## 연혁
- 마한시대 : 건마국에 속함
- 1914년 : 춘포면, 두촌면(豆村面)전역
- 1918년 : 익산군 춘포면 (대장촌리, 석탄리 편입)
- 1973년 : 김제군 백구면 일부 편입 (강흥리, 반월리)
- 1995년 5월 10일 : 익산군과 익산시가 통합되어 익산시 춘포면이 됨
- 1996년 1월 1일 : 대장촌리(大場村里)를 춘포리로 개칭

## 법정리
- 덕실리(德實里)
- 삼포리(三浦里)
- 신동리(信洞里)
- 쌍정리(雙亭里)
- 오산리(梧山里)
- 용연리(龍淵里)
- 인수리(仁壽里)
- 창평리(倉坪里)
- 천동리(川東里)
- 천서리(川西里)
- 춘포리(春浦里): 행정복지센터 소재지

## 교육

### 초등학교
- 춘포초등학교
- 천서초등학교